# 海滨车前
海滨车前（学名：Plantago camtschatica），为车前科车前属下的一个植物种。